# Suvaja (Varvarin)
Suvaja (Servisch: Суваја) is een plaats in de Servische gemeente Varvarin. De plaats telt 149 inwoners (2002).